# Shunt (électrotechnique)
Pour les articles homonymes, voir Shunt.
En électricité, un shunt est un dispositif de très faible impédance relative à la charge qui permet au courant de passer d'un point à un autre d'un circuit électrique en utilisant très peu d’énergie. Il peut désigner :
- un connecteur : pour réaliser une liaison entre deux points d'un circuit (exemple : bornier d'un moteur triphasé étoile-triangle) ;
- un shunt de mesure : une résistance permettant de mesurer le courant électrique la traversant. La valeur de cette résistance doit être connue avec précision et la tension générée aux bornes de la résistance doit pouvoir être négligée, impliquant une faible valeur de résistance (par exemple : une résistance de 300 ohms n'est pas adéquate ).
- une dérivation, temporaire ou non, d'un dipôle ou d'une portion de circuit.

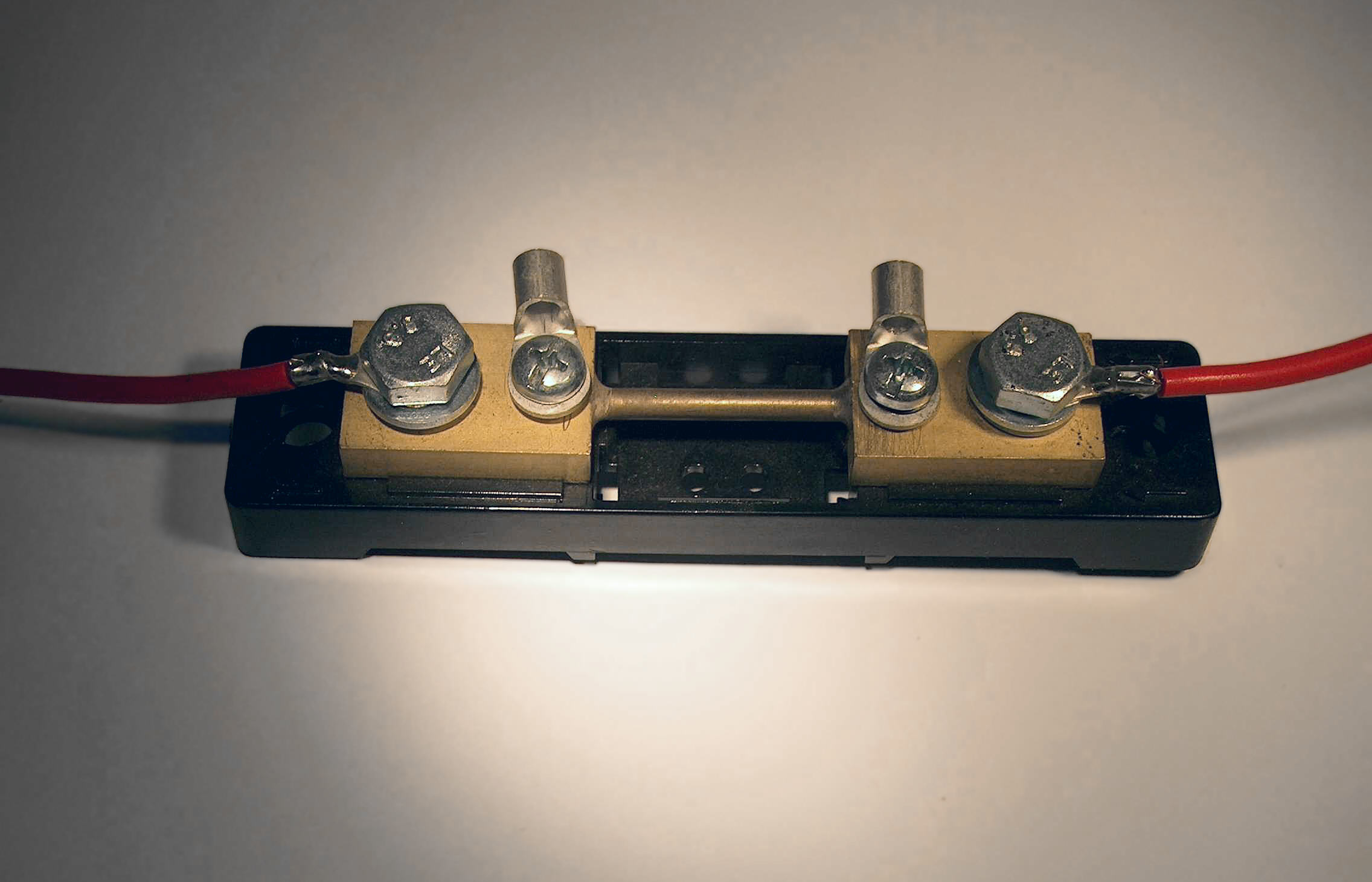
Un shunt de mesure jusqu'à 50 ampères par une résistance calibrée.

## Structure shunt
Dans le domaine des réseaux électriques (en particulier), on qualifie de shunt un arrangement d'éléments qui vient détourner les courants indésirables (en présentant une impédance faible pour ces courants), par opposition à un arrangement série où les courants sont empêchés de passer (en présentant une impédance élevée en série).
Par exemple, un filtre anti-harmonique shunt sera connecté entre la phase et le neutre du réseau (donc en parallèle avec la charge) et présentera une impédance faible à la fréquence à éliminer (ce filtre peut être composé d'une inductance et d'un condensateur en série, par exemple).

## Shunt (mesure)

### Principe

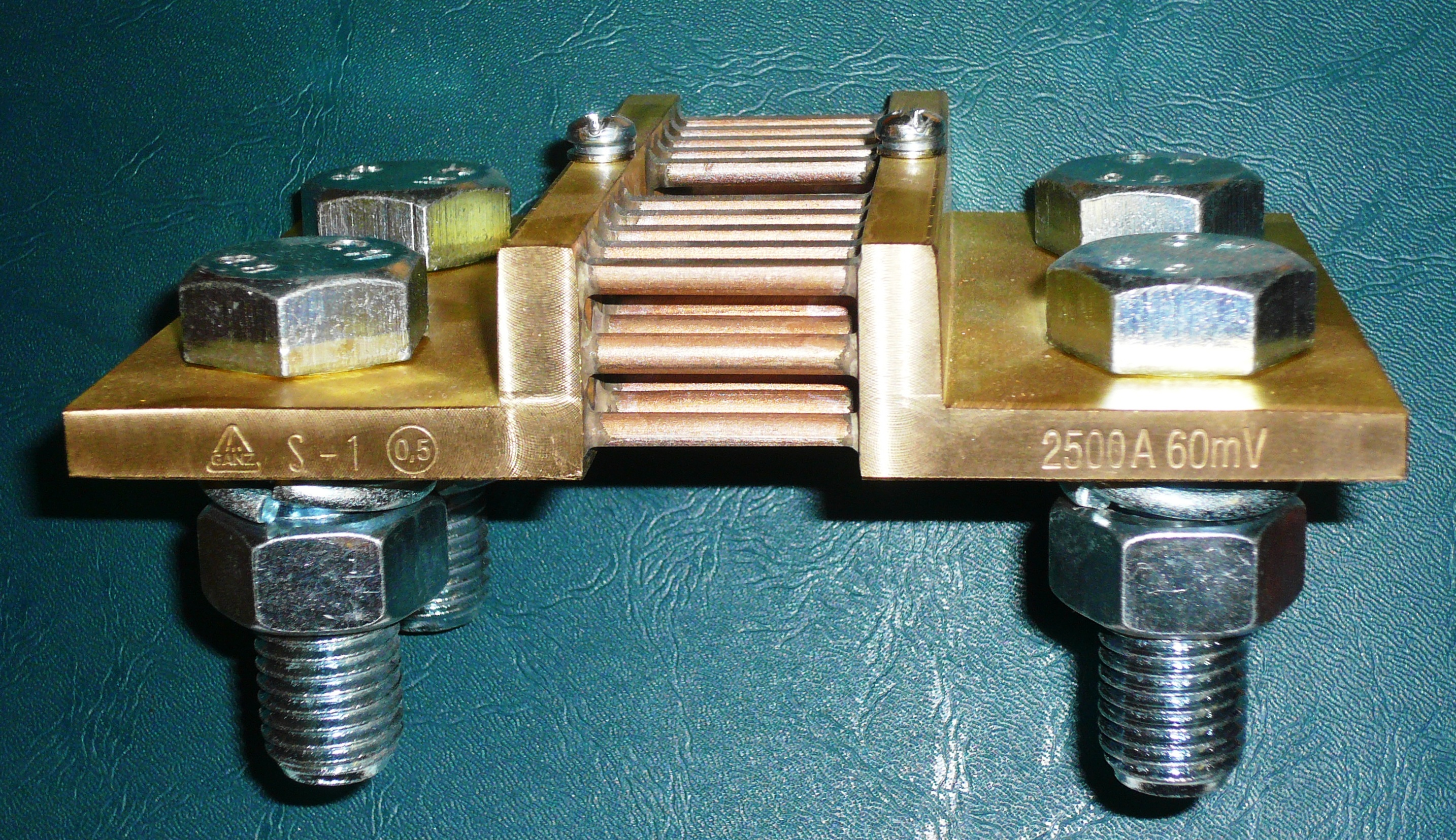
Un shunt de puissance de mesure par une résistance calibrée pour 60 mV à 2500 A.

Un shunt est une résistance calibrée et conçue pour la mesure de courants. Pour ce faire on mesure la tension à ses bornes à l'aide d'un voltmètre branché en parallèle, l'utilisation de la loi d'Ohm permet de déduire le courant traversant le shunt.
Il peut mesurer des courants de plusieurs kiloampère (kA).
Afin de limiter la chute de tension provoquée par son utilisation et afin de limiter les pertes par effet joule dans le shunt, il doit avoir une valeur de résistance très faible, de l'ordre de quelques mΩ. Toutefois elle ne doit pas non plus être trop petite afin que la tension puisse être transmise et mesurée sans perturbation auxiliaire.
Les shunts sont employés pour la mesure de courants continus et alternatifs qu'ils soient de basses ou de hautes fréquences.

### Limitation
Lors de la conception d'un shunt plusieurs aspects sont à prendre en compte. Tout d'abord, une résistance possède une inductance parasite en série, si pour des résistances de l'ordre de quelques ohms cela ne pose pas de problème, pour les shunts dont la résistance est faible cela provoque une erreur systématique importante en haute fréquence. Ainsi pour une résistance de 10 mΩ une inductance de seulement 10 nH produit une erreur de 1 % à 22,6 kHz et de 10 % à 73 kHz. De plus cette inductance parasite limite la vitesse de montée du courant.
Pour éviter le problème, il faut soit compenser cette inductance parasite, la difficulté est alors de ne pas sur-compenser ou sous-compenser, soit utiliser une construction différente du shunt. Il existe deux possibilités : les shunts en couche et les shunts coaxiaux. Dans les deux cas, la construction compense l'inductance parasite. Dans le cas du coaxial, il n'y a pas de flux qui circule dans le centre du conducteur, on n'a donc pas de problème d'ordre magnétique.
Le second problème rencontré concerne l'effet de peau. Celui-ci cause une augmentation de l'inductance parasite si l'épaisseur du shunt approche celle de l'épaisseur de peau. Pour éviter ce problème, l'épaisseur du shunt doit être plus faible que l'épaisseur de peau qui diminue avec la fréquence.
Par ailleurs l'évolution de la résistance du shunt avec la température doit rester relativement stable pour assurer une bonne précision.

### Grandeurs caractéristiques

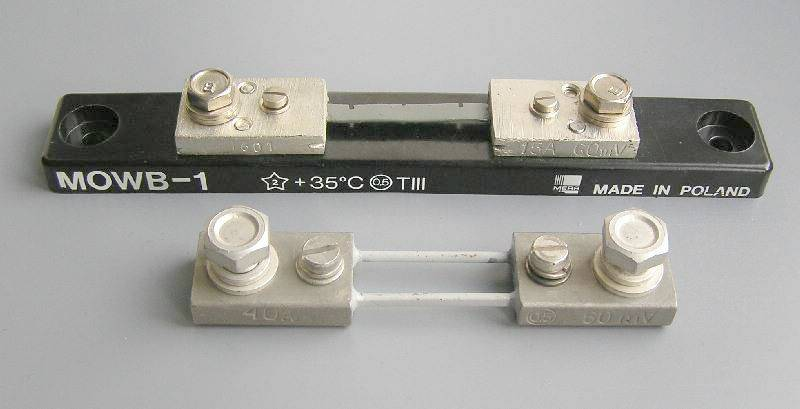
Exemple de caractéristiques d'un shunt.

Un shunt se caractérise avec les paramètres suivants :
- la tolérance de sa résistance qui va définir la précision de mesure atteignable (de l'ordre de 0,01 % pour les shunts métrologiques et jusqu'à 1 % pour les shunts bas de gamme). À noter qu'une classe 0,2 équivaut à une précision de mesure de 0,2 % de la valeur de la pleine échelle ;
- le courant maximum que le shunt peut supporter en continu et éventuellement valeur crête admissible en courant. Ce paramètre définit également l'encombrement mécanique du shunt ;
- le coefficient de dérive en température. Un shunt dissipe une puissance égale à RI², donc le matériau va monter en température. La résistivité des matériaux étant variable en fonction de la température, la précision de mesure dépend également du coefficient de dérive en température ;
- l'Inductance du shunt. Ce paramètre n'affecte pas la mesure de signaux DC[Quoi ?] mais peut perturber grandement les mesures AC[Quoi ?], notamment sur des systèmes à découpage où les fréquences peuvent être assez élevées. L'inductance du shunt provoque un déphasage qui est particulièrement gênant lors de mesure de facteur de puissance ou de puissance absorbée.

### Technologie alternative: capteur à fibre optique (FOCS)
Les capteurs de courant à fibre optique (en anglais fiber-optical current sensor (FOCS)), utilisent l'influence qu'a l'effet Faraday sur la polarisation de la lumière dans certains cristaux magnéto-optique, en pratique de la fibre de verre de quartz, pour mesurer le courant électrique continu. Dans ces matériaux, l'angle de rotation du champ est directement lié à sa valeur, le champ étant lui-même lié à la valeur du courant.
Par rapport à la technologie conventionnelle les FOCS ont l'avantage d'être immunisé aux interférences électromagnétiques, sont plus petits, plus légers, ont une large bande de fréquence et un meilleur comportement dynamique (en cas de surtension passagère, par exemple) et ne posent pas de problème d'isolation galvanique. Par ailleurs, ils sont plus fiables dans le cas où un éclair se produit à cause d'un meilleur comportement en cas de forts champs magnétique et électrique. Ces appareils peuvent mesurer des courants transitoires allant jusqu'à 600 kA avec une précision de  {\displaystyle \pm } 0,1 % et une bande passante allant jusqu'à 100 MHz,,.
Ils étaient au catalogue d'ABB depuis 2005 et ont depuis été arrêtés [https://new.abb.com/power-electronics/focs]. Leur part de marché est encore faible, mais cela est surement peut être dû au délai d'acceptation d'une nouvelle technologie dans le secteur de l'énergie électrique.

### Norme applicable
- La Commission électrotechnique internationale (CEI) ne propose pas de norme spécifique pour les shunts.

## Disjoncteur shunt
Dans le domaine de l'exploitation des réseaux électriques, un disjoncteur shunt est un dispositif de protection des réseaux haute tension.
Dans un réseau moyenne tension ou haute tension, une majorité des défauts homopolaires fugitifs (contact avec des branches par exemple  sont des défauts d'arc. Si le courant de défaut est important, l'arc ne s'éteint pas. Pour résoudre ce problème on utilise le disjoncteur shunt  
Ce dernier est situé dans le poste source du réseau HTA à neutre impédant. Il court-circuite (il shunte) durant environ 150 à 250 ms l’impédance de neutre afin d'abaisser temporairement la tension sur la phase en défaut 
Aux bornes du défaut, la tension chute et le courant d'arc est réduit à une valeur suffisamment faible pour permettre son extinction.

## Shunter un système
Par extension par rapport au court-circuit électrique, cela consiste à contourner le fonctionnement prévu d'un système automatisé (système mécanique, carte électronique, processus informatique, etc.)  en agissant afin de le rendre inopérant. De cette manière, on peut amputer d'un environnement complet certaines fonctions pour les rendre non actives (sécurités, déclencheurs, etc.).
On parle également de bypass temporaire.